# Batalla de Little Blue
La batalla de Little Blue River se libró el 21 de octubre de 1864, como parte de la incursión de Price durante la guerra civil estadounidense. El general de división Sterling Price, del Ejército de los Estados Confederados, había dirigido un ejército en Misuri en septiembre de 1864 con la esperanza de desafiar el control de la Unión sobre el estado. Durante las primeras etapas de la campaña, Price abandonó su plan de capturar San Luis y, posteriormente, su objetivo secundario de Jefferson City tras la batalla de Fort Davidson. Los confederados empezaron a avanzar hacia el oeste, apartando a la fuerza de la Unión del general de división James G. Blunt en la segunda batalla de Lexington el 19 de octubre. Dos días más tarde, Blunt dejó parte de su comando bajo la autoridad del coronel Thomas Moonlight para mantener el cruce del río Little Blue, mientras que el resto de su fuerza retrocedió hacia Independence. En la mañana del 21 de octubre, las tropas confederadas atacaron la línea de Moonlight, y parte de la brigada del general de brigada John B. Clark Jr. se abrió paso a través del río. Se produjeron una serie de ataques y contraataques, sin que ninguno de los bandos lograra obtener una ventaja significativa. 
Mientras tanto, Blunt había recibido el permiso del general de división Samuel R. Curtis para hacer una parada en el Little Blue River, y él y Curtis volvieron al campo, trayendo refuerzos que elevaron la fuerza total de la Unión a unos 2.800 hombres. Llegaron al campo más soldados confederados de las divisiones de los generales de brigada Joseph O. Shelby y John S. Marmaduke, lo que elevó los efectivos confederados a unos 5.500 hombres. Un regimiento de caballería confederado amenazó el flanco de la Unión, y la brigada confederada del general de brigada M. Jeff Thompson presionó el centro de la Unión. La línea de la Unión retrocedió, y la lucha terminó en gran medida alrededor de las 16:00, cuando las tropas de la Unión llegaron a Independence. Los soldados de la Unión retrocedieron más tarde hasta el río Big Blue, abandonando Independence.
Al día siguiente, los soldados de la Unión, al mando del general de división Alfred Pleasonton, cruzaron por la fuerza el río Little Blue y recuperaron Independence de manos de los confederados durante la segunda batalla de Independence. El 23 de octubre, los confederados fueron derrotados por Curtis y Pleasonton en la batalla de Westport, lo que obligó a los hombres de Price a retirarse de Misuri.

## Antecedentes
Al comienzo de la guerra civil estadounidense en 1861, el estado de Misuri era un estado esclavista, pero no se separó. Sin embargo, el estado estaba dividido políticamente: El gobernador Claiborne Fox Jackson y la Guardia Estatal de Misuri (MSG) apoyaban la secesión y a los Estados Confederados de América, mientras que el general de brigada Nathaniel Lyon y el Ejército de la Unión apoyaban a los Estados Unidos y se oponían a la secesión. Bajo el mando del general de división Sterling Price, la MSG derrotó a los ejércitos de la Unión en las batallas de Wilson's Creek y Lexington en 1861, pero a finales de año, Price y la MSG estaban restringidos a la parte suroeste del estado. Mientras tanto, Jackson y una parte de la legislatura del estado votaron a favor de la secesión y se unieron a los Estados Confederados de América, mientras que otro elemento de la legislatura votó a favor de rechazar la secesión, dando esencialmente al estado dos gobiernos. En marzo de 1862, una derrota confederada en la batalla de Pea Ridge en Arkansas dio a la Unión el control de Misuri, y la actividad confederada en el estado se limitó en gran medida a la guerra de guerrillas y a las incursiones durante 1862 y 1863.
A principios de septiembre de 1864, los acontecimientos en el este de Estados Unidos, especialmente la derrota confederada en la campaña de Atlanta, dieron a Abraham Lincoln, que apoyaba la continuación de la guerra, una ventaja en las elecciones presidenciales de Estados Unidos de 1864 sobre George B. McClellan, que estaba a favor de terminar la guerra. En ese momento, la Confederación tenía muy pocas posibilidades de ganar la guerra. Mientras tanto, en el Teatro Trans-Misisipi, los confederados habían derrotado a los atacantes de la Unión durante la campaña del Río Rojo en Luisiana, que tuvo lugar de marzo a mayo. Como los acontecimientos al este del río Misisipi se volvieron en contra de los confederados, el general Edmund Kirby Smith, comandante confederado del Departamento Trans-Misisipi, recibió la orden de transferir la infantería bajo su mando a los combates en los teatros del Este y del Oeste. Sin embargo, esto resultó imposible, ya que la Armada de la Unión controlaba el río Misisipi, impidiendo un cruce a gran escala. A pesar de contar con recursos limitados para una ofensiva, Smith decidió que un ataque destinado a desviar a las tropas de la Unión de los principales teatros de combate tendría un efecto equivalente a la transferencia de tropas propuesta, al disminuir la disparidad numérica de los confederados al este del Misisipi. Price y el gobernador confederado de Misuri, Thomas Caute Reynolds, sugirieron que una invasión de Misuri sería una ofensiva eficaz; Smith aprobó el plan y nombró a Price para comandar la ofensiva. Price esperaba que la ofensiva creara un levantamiento popular contra el control de la Unión sobre Misuri, desviara a las tropas de la Unión de los principales teatros de combate (muchas de las tropas de la Unión que defendían Misuri habían sido transferidas fuera del estado, dejando a la Milicia del Estado de Misuri como la principal fuerza defensiva del estado), y ayudara a las posibilidades de McClellan de derrotar a Lincoln en las elecciones. El 19 de septiembre, la columna de Price, llamada Ejército de Misuri, entró en el estado.
El ejército estaba dividido en tres divisiones, comandadas por el general de división James F. Fagan y los generales de brigada John S. Marmaduke y Joseph O. Shelby. La división de Marmaduke contenía dos brigadas, comandadas por el general de brigada John B. Clark Jr. y el coronel Thomas R. Freeman; la división de Shelby tenía tres brigadas bajo el mando de los coroneles David Shanks (sustituido por el general de brigada M. Jeff Thompson después de que Shanks muriera en acción), Sidney D. Jackman y Charles H. Tyler; y la división de Fagan tenía cuatro brigadas al mando del general de brigada William L. Cabell y los coroneles William F. Slemons, Archibald S. Dobbins y Thomas H. McCray.

## Preludio
Artículo principal: La incursión de Price

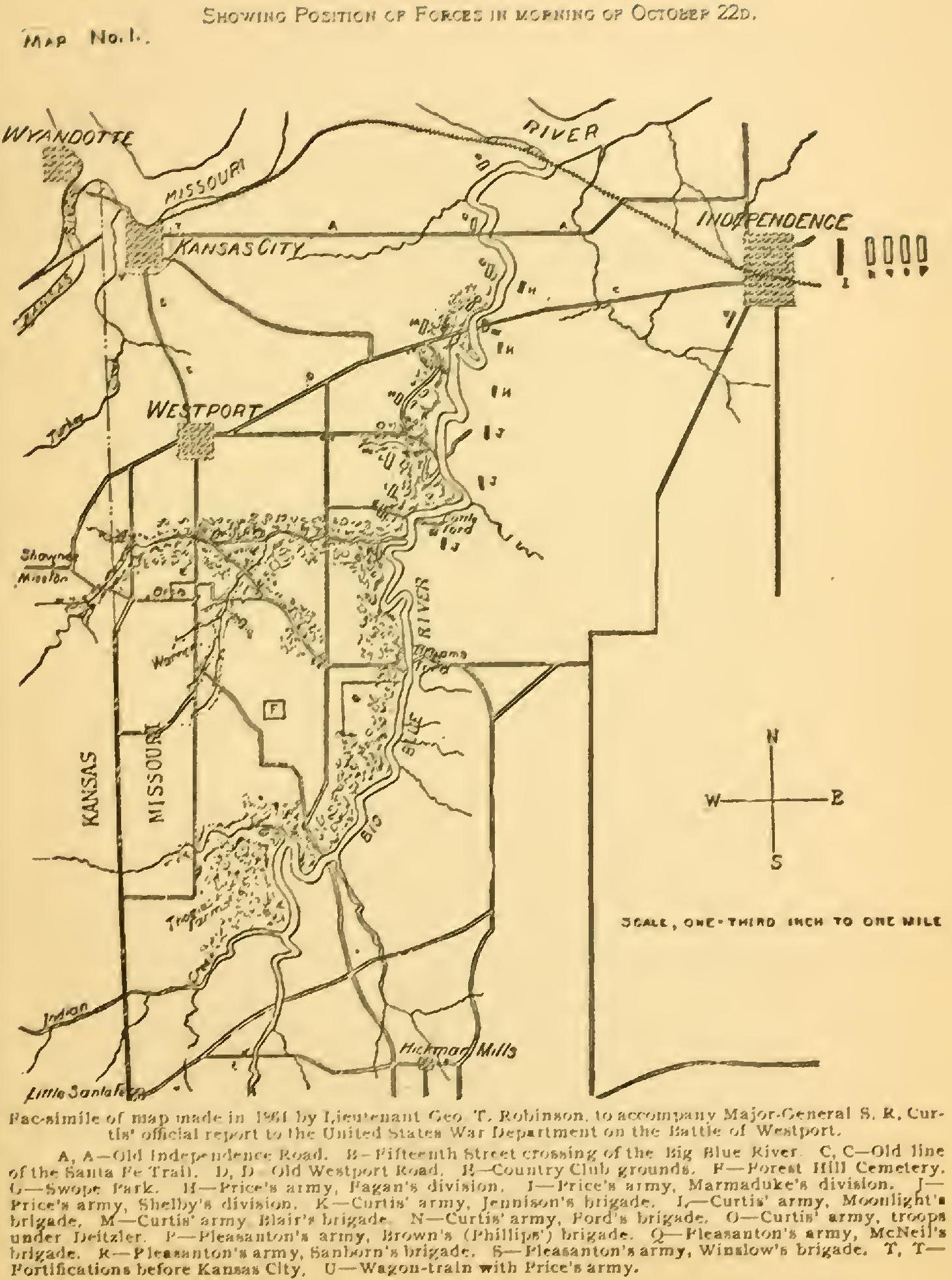
Mapa que muestra la ubicación relativa de Independence, el río Big Blue y la frontera entre los estados de Misuri y Kansas

Cuando entró en el estado, la fuerza de Price estaba compuesta por unos 13.000 soldados de caballería. Sin embargo, varios miles de estos hombres estaban mal armados, y los 14 cañones del ejército eran más pequeños de lo que era habitual en la época, lo que limitaba su alcance y eficacia. Para contrarrestar a Price estaba el Departamento de Misuri de la Unión, bajo el mando del general de división William S. Rosecrans, que contaba con menos de 10.000 hombres, muchos de los cuales eran milicianos. A finales de septiembre, los confederados se encontraron con una pequeña fuerza de la Unión que mantenía Fort Davidson cerca de la ciudad de Pilot Knob. Los ataques contra el puesto en la Batalla de Pilot Knob el 27 de septiembre fracasaron, y la guarnición de la Unión abandonó el fuerte esa noche. Price había sufrido cientos de bajas en la batalla, y decidió desviar el objetivo de su avance de St. Louis a Jefferson City. El ejército de Price iba acompañado de una considerable caravana de carros, lo que ralentizó considerablemente su movimiento. El tren se utilizaba para transportar los suministros y el forraje recogidos por los confederados en los pueblos que atravesaban. Los retrasos causados por este lento avance permitieron a las fuerzas de la Unión reforzar Jefferson City, cuya guarnición pasó de 1.000 hombres a 7.000 entre el 1 y el 6 de octubre. A su vez, Price determinó que Jefferson City era demasiado fuerte para atacarla, y comenzó a avanzar hacia el oeste siguiendo el curso del río Misuri. Los confederados reunieron reclutas y suministros durante el movimiento; una incursión lateral contra la ciudad de Glasgow el 15 de octubre tuvo éxito, al igual que otra incursión contra Sedalia.
Mientras tanto, las tropas de la Unión comandadas por el general de división Samuel R. Curtis fueron retiradas de su papel en la supresión de los cheyennes; la Milicia del Estado de Kansas también fue movilizada. El general de división James G. Blunt también fue transferido del conflicto cheyenne y comenzó a reunir una combinación de tropas del Ejército de la Unión y milicianos estatales en Paola, Kansas, cerca de la frontera entre los estados de Misuri y Kansas. George W. Dietzler, un general de división de la Milicia Estatal de Kansas, fue nombrado su general en jefe, aunque las tropas estaban bajo la autoridad de Curtis. La Milicia del Estado de Kansas utilizaba una organización de brigada, pero en los Registros Oficiales de la Guerra de la Rebelión se ofrecen pocos detalles sobre el desglose exacto. Aunque parte de la milicia estaba técnicamente bajo el mando de Blunt, los oficiales de la milicia que servían bajo el mando de Blunt seguían considerándose parte de la organización de la milicia e intentaban adherirse a su antigua estructura de mando. La fuerza total de la milicia movilizada ascendía a unos 15.000 hombres.
Juntos, la milicia de Dietzler y la división de Blunt se agruparon bajo el mando de Curtis como una nueva formación conocida como el Ejército de la Frontera. Este ejército se dividió en dos alas: una comandada por Dietzler y compuesta por la milicia retenida bajo su mando, y otra siendo la fuerza de Blunt. El 14 de octubre, o el 15, Blunt trasladó su mando a Hickman Mills, Misuri, donde lo formó en una división de tres brigadas; una de las brigadas estaba compuesta por milicianos de Kansas. Las dos brigadas compuestas por las tropas del Ejército de la Unión estaban al mando de los coroneles Charles R. "Doc" Jennison (un rival político de Blunt) y Thomas Moonlight; la brigada que contenía la milicia estaba dirigida por el coronel Charles W. Blair. El mando de Blair se vio obstaculizado por el hecho de que sus unidades de milicia seguían considerando al oficial de la milicia William Fishback como su propio comandante. La brigada de Jennison contenía un regimiento de caballería y parte de otro, la de Moonlight estaba compuesta por un regimiento de caballería y partes de otros dos, y la de Blair contenía un regimiento de caballería de la Unión y tres unidades de milicia. A cada brigada se le asignó una batería de artillería; a la brigada de Blair se le asignó también una sección de artillería adicional. Esta asignación hizo que la brigada de Jennison tuviera cinco cañones, la de Moonlight cuatro y la de Blair ocho.
En ese momento, Price estaba en Marshall, al este de la columna de Blunt. Al día siguiente, Curtis trasladó a la mayoría de los milicianos de Kansas no asignados a Blunt a Kansas City, Misuri, pero Thomas Carney, el gobernador de Kansas, le prohibió llevarlos al este del río Big Blue. Curtis había prometido previamente a Carney que la milicia sólo viajaría hasta donde fuera necesario para proteger Kansas. El día 17, Blunt separó su brigada de milicianos hacia Kansas City, y luego envió sus otras dos brigadas a Holden.

## Batalla

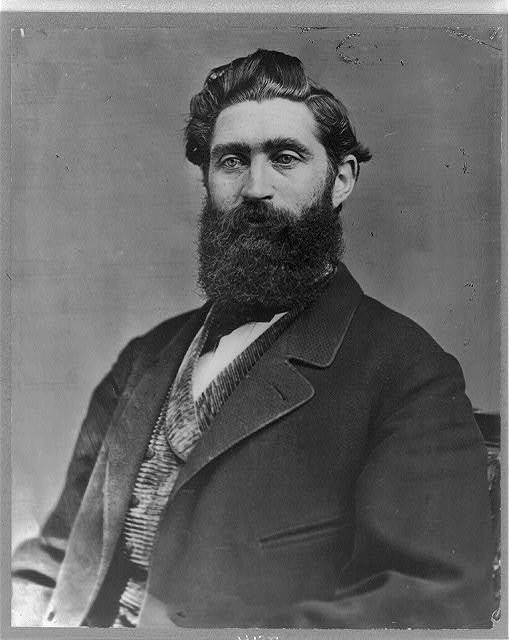
El coronel Thomas Moonlight, USA, lideró la retaguardia inicial de la Unión en el cruce del río Little Blue.

Después de la batalla en Lexington, las fuerzas de Blunt retrocedieron hacia el oeste, con la brigada de Moonlight sirviendo como retaguardia. A primera hora de la mañana del 20 de octubre, Blunt decidió detenerse y defender una posición al este del Little Blue River. Blunt solicitó refuerzos a Curtis, pero las restricciones al movimiento de la Milicia de Kansas impidieron que Blunt fuera reforzado en el Little Blue River. Por lo tanto, Curtis ordenó a Blunt que dejara una fuerza de contención en el Little Blue River y retrocediera hasta el Big Blue River. Blunt abogó por una posición en el río, pero cumplió sus órdenes, retrocediendo hasta Independence esa noche. El 11.º Regimiento de Caballería de Kansas, apoyado por cuatro cañones, se quedó atrás para servir como retaguardia bajo el mando de Moonlight. La fuerza ascendía a 400 o 600 hombres. Dos compañías del 11.º Regimiento de Caballería de Kansas y los cañones fueron colocados en un puente sobre el río con instrucciones de quemarlo cuando los confederados llegaran, mientras que las compañías individuales vigilaban los vados, uno a una milla (1,6 km) o a dos millas (3,2 km). El resto del 11.º de Caballería de Kansas se mantuvo como reserva. A pesar de estas precauciones, otros vados más cercanos al puente se dejaron sin vigilar y el río era lo suficientemente poco profundo como para ser cruzado en muchos puntos.
Los confederados atacaron alrededor de las 07:00 de la mañana del 21 de octubre, con el avance dirigido por la Compañía D del 5.º Regimiento de Caballería de Misuri. La compañía confederada perdió más de un tercio de sus efectivos en una dura lucha con los escaramuzadores de la Unión, que finalmente fueron expulsados del puente. Después de que la presión confederada se hiciera lo suficientemente fuerte como para que los defensores del puente determinaran que no podrían resistir, quemaron el puente. Mientras tanto, la brigada confederada de Clark llegó, y Marmaduke envió al 4.º Regimiento de Caballería de Misuri a buscar un vado al sur del puente, mientras que el 10.º Regimiento de Caballería de Misuri encontró un cruce a mitad de camino entre el puente y la compañía de la Unión estacionada al norte del mismo. La compañía de la Unión situada al norte fue flanqueada y se retiró, reuniéndose más tarde con otras partes de su regimiento. Clark, a su vez, ordenó a más miembros de su brigada que cruzaran detrás del 10.º de Caballería de Misuri. Sin embargo, el vado pronto se congestionó, frenando los movimientos confederados.
Las tropas de la Unión que mantenían el puente en llamas también se retiraron, aunque los confederados pudieron apagar algunas de las llamas, dejándolo todavía utilizable. El 11.º de Caballería de Kansas, con la excepción de la compañía aislada al sur, se retiró a una línea en la cima de la colina marcada por un muro de piedra. La 10.ª Caballería de Misuri los persiguió colina arriba y atacó, pero fue rechazada en desbandada por los de Kansas y el fuego de sus rifles de repetición. El coronel confederado Colton Greene pudo hacer que su 3.er Regimiento de Caballería de Misuri cruzara el vado, aunque los hombres de la 10.ª Caballería de Misuri retrocedieron hasta el río. Tres cañones de la Batería de Harris de Misuri también cruzaron y se colocaron en una posición para apoyar a Greene. Todo el 11.º Regimiento de Caballería de Kansas contraatacó, mientras que el 3.er Regimiento de Caballería de Misuri sólo contaba con unos 150 hombres. Una vez que el combate llegó al cuerpo a cuerpo, la artillería confederada dejó de ser efectiva, ya que el riesgo de fuego amigo accidental era demasiado grande. En su lugar, los cañoneros dispararon balas de fogueo en un intento de confundir a las tropas de la Unión haciéndoles creer que estaban bajo el fuego de la artillería pesada. Los de Kansas se retiraron y Greene creyó que la treta de los cartuchos de fogueo había sido efectiva. Los dos bandos se enzarzaron en una serie de contraataques, sin que ninguno de ellos pudiera obtener una ventaja significativa.

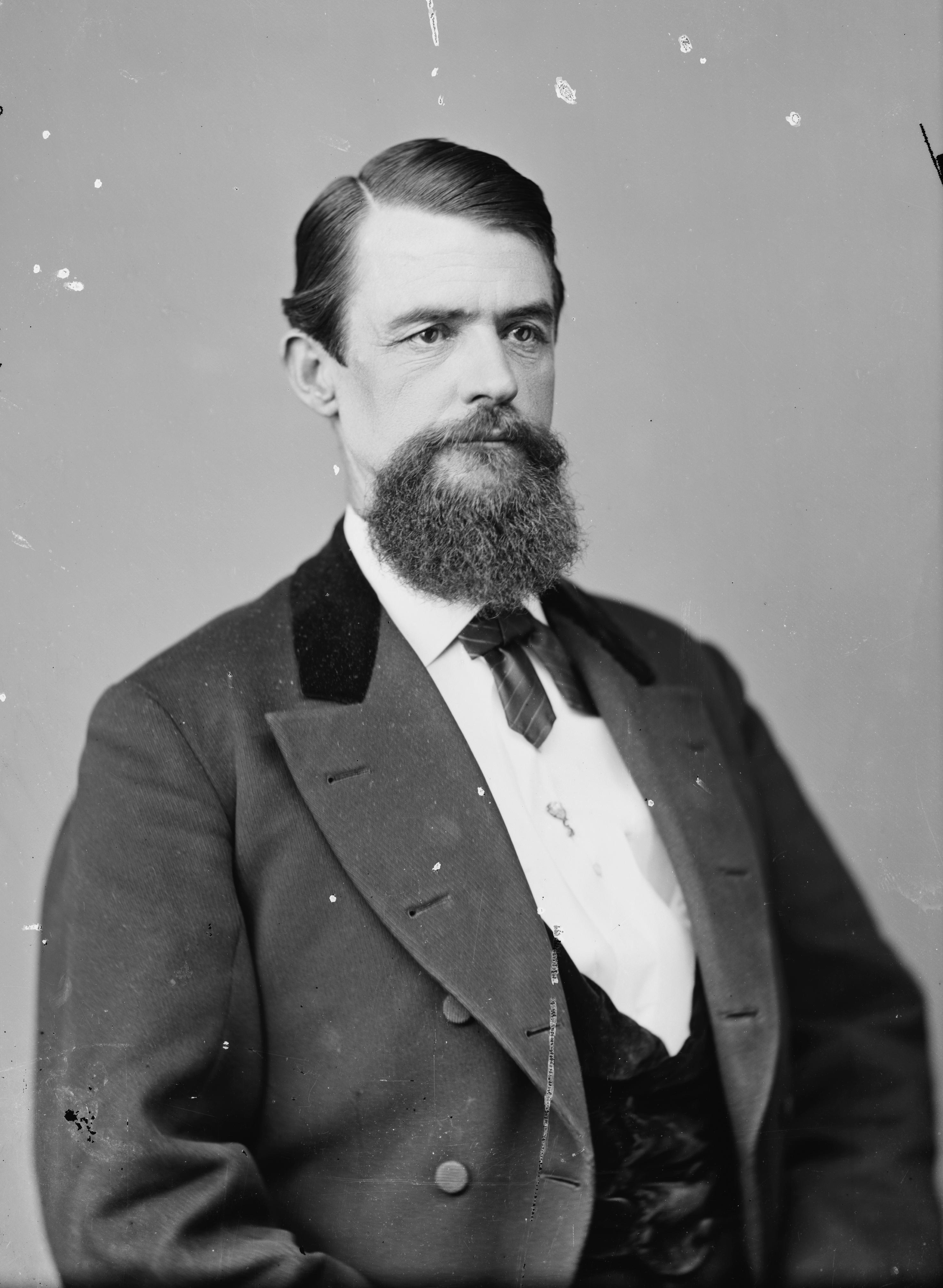
La brigada del general de brigada John B. Clark, CSA, fue la primera formación confederada en cruzar el Little Blue River con éxito.

Mientras tanto, Blunt había conseguido el permiso de Curtis para luchar en el Little Blue River. Blunt inició entonces el regreso desde Independence al río, llevando consigo unidades no militares y 900 hombres y seis cañones bajo el mando del coronel James H. Ford. El mando de Ford estaba formado por la Batería de Colorado de McLain, parte del 16.º Regimiento de Caballería de Kansas, y el 2.º Regimiento de Caballería de Colorado, que fueron transferidos del mando de Curtis al de Blunt, convirtiéndose en una cuarta brigada para este último. El 2.º Regimiento de Caballería de Colorado había sido enviado previamente por Rosecrans a Curtis y la batería de McLain había estado estacionada en Paola hasta octubre. De vuelta al Little Blue River, la brigada de Clark había conseguido finalmente cruzar el río. Alrededor de las 11:00, Moonlight observó que algunos hombres de Shelby se acercaban en apoyo de la brigada de Clark. A pesar de estar más lejos del campo de batalla que la división de Fagan, la división de Shelby se comprometió en la lucha, ya que se consideraba más fiable. El mando de Blunt también llegó al campo sobre las 11:00. Para entonces, la fuerza de Moonlight había retrocedido a unas 2 millas (3,2 km) del río. Entre los mandos de Moonlight y Blunt, había unos 2.600 hombres de la Unión en el campo, con el apoyo de 15 cañones. Estaban presentes elementos de las divisiones de Marmaduke y Shelby, que sumaban unos 5.500 hombres. La línea de la Unión estaba sostenida a la izquierda por el 15.º Regimiento de Caballería de Kansas, que contaba con el apoyo de cinco cañones. La línea de la Unión se extendía hacia el norte, con el 3.er Regimiento de Caballería de Wisconsin junto al 15.º de Caballería de Kansas, seguido por el 2.º Regimiento de Caballería de Colorado, la batería de McLain, el 16.º Regimiento de Caballería de Kansas y el 11.º de Caballería de Kansas. Cuatro cañones apoyaban al 11.º de Caballería de Kansas. Alrededor de una cuarta parte de los soldados de la Unión fueron enviados a la retaguardia para sujetar los caballos de los hombres. Los hombres de ambos bandos se desplegaron desmontados.
El aumento de los números de la Unión comenzó a poner una presión sustancial sobre el regimiento de Greene. El Batallón de Caballería de Misuri de Wood llegó para reforzar a Greene, y se alineó en un huerto. Después de algunos combates, los confederados comenzaron a quedarse sin municiones y emprendieron la retirada, que fue acompañada por la Batería de Harris. Justo cuando la línea confederada empezaba a colapsar, el 7.º Regimiento de Caballería de Misuri y el Batallón de Caballería de Misuri de Davies de la brigada de Clark llegaron para apuntalar la línea. Además, la brigada de Thompson de la división de Shelby también cruzó y se desplegó a la izquierda de la brigada de Clark. Después de que los hombres de Thompson lograron cruzar el río, Shelby también incorporó a la lucha a la brigada de Jackman. La mayor parte de la brigada de Jackman era inexperta y avanzó poco, pero el Regimiento de Caballería de Misuri de Nichols, que todavía estaba montado, avanzó contra el flanco izquierdo de la Unión. Curtis llegó al campo de batalla a las 13:00, acompañado de dos cañones adicionales. Ahora había unos 2.800 soldados de la Unión en el campo. Curtis se dio cuenta de la incursión de la unidad de Nichols hacia el flanco de la Unión, y envió la Batería de McLain y otros dos cañones para contrarrestar la amenaza. Sin embargo, como estos cañones fueron tomados de otras partes de las líneas de la Unión, esto debilitó su propio centro.
Shelby se aprovechó del debilitamiento del centro de la Unión, presionando más el ataque. Los hombres de Thompson empezaron a avanzar. La decisión de Curtis de enviar los carros con munición adicional de vuelta a Independence complicó las cosas para los soldados de la Unión. Con las municiones agotadas, los hombres de Nichols amenazando un flanco, y Thompson presionando el centro de la Unión, las tropas de la Unión comenzaron a realizar una retirada de combate. Blunt puso a Ford a cargo de la retaguardia, aunque en la práctica, Moonlight compartió la responsabilidad de mando con Ford, cuyos hombres realizaron una maniobra de retaguardia en la que los hombres se desplegaron en dos filas. La primera fila resistió la persecución confederada hasta retroceder detrás de la segunda fila, tras lo cual se repitió el proceso. Durante la retirada, la Batería de McLain quedó atrapada en una posición expuesta, pero fue rescatada por un contraataque realizado por elementos del 11.º de Caballería de Kansas. Más tarde, estos elementos del 11.º de Caballería de Kansas también quedaron atrapados en una posición expuesta y tuvieron que ser rescatados por una carga del 2.º de Caballería de Colorado. A las 16:00, las tropas de la Unión mantenían una línea cerca de Independence y los combates a gran escala terminaron. Esa misma tarde, Blunt ordenó una retirada hacia el río Big Blue, que fue ligeramente perseguida por los confederados. Durante la retirada se produjeron algunas escaramuzas dentro de la propia Independence. Al anochecer, los hombres de Curtis estaban en el lado oeste del río Big Blue, y el ejército de Price estaba en la zona de Independence.

## Consecuencias

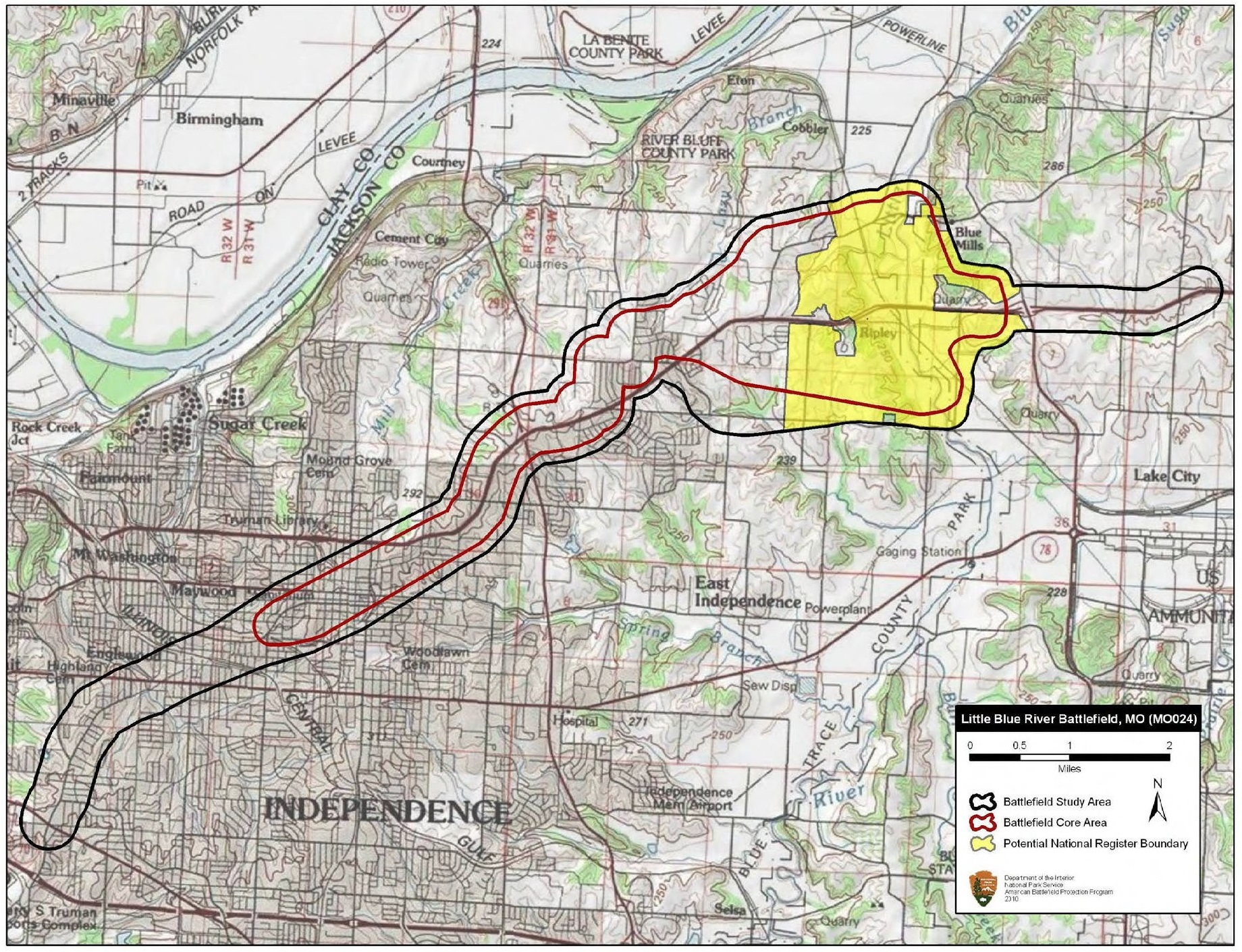
Mapa del campo de batalla de Little Blue River

Sólo se conocen las cifras oficiales de bajas de unas pocas unidades de cada bando. La 11.ª y 15.ª Caballería de Kansas y la 2.ª Caballería de Colorado combinaron 20 hombres muertos. En el bando confederado, el 3.er Regimiento de Caballería de Misuri sufrió 31 muertos y heridos, mientras que un total de tres hombres murieron entre el batallón de Davies y el 10.º Regimiento de Caballería de Misuri. Entre los muertos de la Unión se encontraba el Mayor Nelson Smith del 2.º de Caballería de Colorado, mientras que el líder guerrillero confederado George Todd también fue muerto. Todd había liderado un grupo de guerrilleros durante la batalla; recibió un disparo en la garganta durante las etapas finales de la acción. El cirujano confederado William McPheeters informó que 10 soldados de la Unión heridos quedaron en Independence, y que los civiles informaron que unos 100 más habían sido llevados con las tropas de la Unión durante la retirada. McPheeters también señaló haber visto los cuerpos de los soldados de la Unión muertos esparcidos a lo largo de la carretera del río a Independence. Shelby describió más tarde la lucha como el comienzo de importantes dificultades para su división durante la campaña.
Al día siguiente de la batalla, Price envió a Shelby al sur de la línea principal de Curtis a lo largo del río Big Blue. En las etapas iniciales de la batalla de Byram's Ford, los hombres de Shelby forzaron su camino a través del río Big Blue, haciendo que Curtis ordenara una retirada a Brush Creek. Mientras tanto, la caballería de la Unión al mando del general de división Alfred Pleasonton atacó la retaguardia de Price desde el este en la segunda batalla de Independence. Después de empujar a través del Little Blue River, los hombres de Pleasonton golpearon a la brigada confederada de Cabell, capturando a ambos hombres y dos cañones, así como tomando la ciudad de Independence. El 23 de octubre, los hombres de Price lucharon en la batalla de Westport, donde fueron derrotados por los comandos de Curtis y Pleasonton. Los confederados comenzaron a retirarse a través de Kansas, antes de volver a entrar en Misuri el 25 de octubre. Los supervivientes de Price llegaron finalmente a Texas a través de Arkansas y el Territorio Indio, sufriendo varias derrotas por el camino. Price había perdido más de dos tercios de sus hombres durante la campaña.